# Kabinet-Andreotti IV
Het kabinet-Andreotti IV was de Italiaanse regering van 12 maart 1978 tot 20 maart 1979. Het kabinet werd gevormd door de politieke partij Democrazia Cristiana (DC).

## Kabinet-Andreotti IV (1978–1979)
| Ambtsbekleder                | Ambtsbekleder             | Ambtsbekleder                         | Functie                              | Ambtstermijn      | Ambtstermijn     | Partij |
| ---------------------------- | ------------------------- | ------------------------------------- | ------------------------------------ | ----------------- | ---------------- | ------ |
|                              | Giulio Andreotti          | Giulio Andreotti (1919–2013)          | Premier                              | 29 juli 1976      | 4 augustus 1979  | DC     |
|                              | Franco Evangelisti        | Franco Evangelisti (1923–1993)        | Secretaris- generaal                 | 29 juli 1976      | 4 augustus 1979  | DC     |
|                              | Francesco Cossiga         | Francesco Cossiga (1928–2010)         | Minister van Binnenlandse Zaken      | 29 juli 1976      | 12 mei 1978      | DC     |
|                              | Giulio Andreotti          | Giulio Andreotti (1919–2013)          | Minister van Binnenlandse Zaken      | 12 mei 1978       | 13 juni 1978     | DC     |
|                              | Virginio Rognoni          | Virginio Rognoni (1924–2022)          | Minister van Binnenlandse Zaken      | 13 juni 1978      | 4 augustus 1983  | DC     |
|                              | Arnaldo Forlani           | Arnaldo Forlani (1925)                | Minister van Buitenlandse Zaken      | 29 juli 1976      | 4 augustus 1979  | DC     |
|                              | Franco Maria Malfatti     | Franco Maria Malfatti (1927–1991)     | Minister van Financiën               | 12 maart 1978     | 4 augustus 1979  | DC     |
|                              | Filippo Maria Pandolfi    | Filippo Maria Pandolfi (1927)         | Minister van de Schatkist            | 12 maart 1978     | 18 oktober 1980  | DC     |
|                              | Tommaso Morlino           | Tommaso Morlino (1925–1983)           | Minister van het Budget              | 29 juli 1976      | 20 maart 1979    | DC     |
|                              | Francesco Paolo Bonifacio | Francesco Paolo Bonifacio (1923–1989) | Minister van Justitie                | 29 juli 1976      | 20 maart 1979    | DC     |
|                              | Carlo Donat-Cattin        | Carlo Donat- Cattin (1919–1991)       | Minister van Economische Zaken       | 29 juli 1976      | 25 november 1978 | DC     |
|                              | Romano Prodi              | Romano Prodi (1939)                   | Minister van Economische Zaken       | 25 november 1978  | 20 maart 1979    | O      |
|                              | Attilio Ruffini           | Attilio Ruffini (1925–2011)           | Minister van Defensie                | 18 september 1977 | 14 januari 1980  | DC     |
|                              | Tina Anselmi              | Tina Anselmi (1927–2016)              | Minister van Volksgezondheid         | 12 maart 1978     | 4 augustus 1979  | DC     |
|                              | Vincenzo Scotti           | Vincenzo Scotti (1933)                | Minister van Arbeid en Sociale Zaken | 12 maart 1978     | 4 april 1980     | DC     |
|                              | Mario Pedini              | Mario Pedini (1918–2003)              | Minister van Onderwijs               | 12 maart 1978     | 20 maart 1979    | DC     |
|                              | Vittorino Colombo         | Vittorino Colombo (1925–1996)         | Minister van Transport               | 12 maart 1978     | 20 maart 1979    | DC     |
| Minister voor de Koopvaardij | Vittorino Colombo         | Vittorino Colombo (1925–1996)         |                                      | 12 maart 1978     | 20 maart 1979    | DC     |
|                              | Gaetano Stammati          | Gaetano Stammati (1908–2002)          | Minister van Infrastructuur          | 12 maart 1978     | 20 maart 1979    | DC     |
|                              | Giovanni Marcora          | Giovanni Marcora (1922–1983)          | Minister van Landbouw                | 22 november 1974  | 18 oktober 1980  | DC     |
|                              | Dario Antoniozzi          | Dario Antoniozzi (1923–2019)          | Minister van Cultuur                 | 12 maart 1978     | 4 augustus 1979  | DC     |
|                              | Antonino Gullotti         | Antonino Gullotti (1922–1989)         | Minister van Communicatie            | 12 maart 1978     | 20 maart 1979    | DC     |
|                              | Carlo Pastorino           | Carlo Pastorino (1925–2011)           | Minister van Toerisme                | 12 maart 1978     | 20 maart 1979    | DC     |
|                              | Rinaldo Ossola            | Rinaldo Ossola (1913–1990)            | Minister voor Buitenlandse Handel    | 29 juli 1976      | 20 maart 1979    | O      |
|                              | Ciriaco De Mita           | Ciriaco De Mita (1928–2022)           | Minister voor Zuid-Italië            | 29 juli 1976      | 20 maart 1979    | DC     |
|                              | Antonio Bisaglia          | Antonio Bisaglia (1929–1984)          | Minister voor Staatsdeel- nemingen   | 22 november 1974  | 4 augustus 1979  | DC     |

De Gasperi II · De Gasperi III · De Gasperi IV · De Gasperi V · De Gasperi VI · De Gasperi VII · De Gasperi VIII · Pella · Fanfani I · Scelba · Segni I · Zoli · Fanfani II · Segni II · Tambroni · Fanfani III · Fanfani IV · Leone I · Moro I · Moro II · Moro III · Leone II · Rumor I · Rumor II · Rumor III · Colombo · Andreotti I · Andreotti II · Rumor IV · Rumor V · Moro IV · Moro V · Andreotti III · Andreotti IV · Andreotti V · Cossiga I · Cossiga II · Forlani · Spadolini I · Spadolini II · Fanfani V · Craxi I · Craxi II · Fanfani VI · Goria · De Mita · Andreotti VI · Andreotti VII · Amato I · Ciampi · Berlusconi I · Dini · Prodi I · D'Alema I · D'Alema II · Amato II · Berlusconi II · Berlusconi III · Prodi II · Berlusconi IV · Monti · Letta · Renzi · Gentiloni · Conte I · Conte II · Draghi · Meloni